# Han Yeo-reum
Han Yeo-reum (* 25. Oktober 1983; wirklicher Name Seo Min-jeong (서민정)) ist eine südkoreanische Schauspielerin.

## Filmografie

### Filme
- 2004: Samaria
- 2005: Der Bogen (활)
- 2007: The Other Side of the Sun (태양의 이면)
- 2007: Gidarida Michyeo (기다리다 미쳐)
- 2007: Fantastic Parasuicides (판타스틱 자살소동)
- 2009: Sex Volunteer: Open Secret 1st Story (섹스 볼란티어)

### Fernsehdramen
- 2003: Sangdo-ya, Hakkyo-gaja! (상두야, 학교가자!)
- 2008: City of Glass (유리의성)
- 2011: Hooray for Love (애정만만세)